# Волк, Илья Фёдорович
Илья́ Фёдорович Волк (3 мая 1893 — 1975) — советский звукооператор кино.

## Биография
Родился 21 апреля [3 мая] 1893. В 1921 году поступил в Ленинградский технологический институт, который окончил в 1924 году.
Участвовал в первых экспериментальных работах по записи звука на плёнку. Свою работу в кино начал в 1930 году на ленинградской студии «Союзкино» (Ленинградская фабрика «Ленфильм» — с 1934 года), где записывал звук к первым игровым звуковым художественным фильмам «Одна» и «Златые горы» (1931). 

По мере совершенствования техники звукооператор смог посвятить себя художественному формированию звука в фильме. Скажем, путь того же И. Волка от первой звуковой, а вернее, «говорящей», картины «Ленфильма» «Одна» до первого стереофонического фильма студии «Дон Кихот», в котором звук выполняет исключительно художественные функции, — яркий пример эволюции нашей профессии из сугубо технической в подлинно творческую.
— Борис Венгеровский
В дальнейшем работал с Фридрихом Эрмлером, Михаилом Калатозов, Надеждой Кошеверовой.
Скончался в 1975 году.
В 1986 году совместно с Ленинградским отделением Союза кинематографистов СССР была учреждена ежегодная профессиональная премия киностудии «Ленфильм» «Медный всадник» имени И. Волка, которая вручается «Лучшему звукооператору (звукорежиссёру)» студии по итогам прошедшего года.

## Фильмография
- 1931 — Златые горы / Счастливая улица
- 1931 — Одна
- 1932 — Встречный (совместно с И. Дмитриевым)
- 1932 — Для вас найдётся работа (совместно с И. Дмитриевым)
- 1932 — Музыкальная олимпиада (короткометражный) (совместно с И. Дмитриевым, М. Мухачёвым)
- 1934 — Юность Максима
- 1935 — Подруги (совместно с И. Дмитриевым)
- 1937 — Возвращение Максима (совместно с Б. Хуторянским)
- 1938 — Выборгская сторона (совместно с Б. Хуторянским)
- 1939 — Мужество
- 1941 — Боевой киносборник № 2
- 1941 — Три подруги (графический мультфильм)
- 1943 — Актриса
- 1943 — Юный Фриц
- 1944 — Черевички
- 1945 — Простые люди
- 1947 — Пирогов (совместно с Б. Хуторянским)
- 1951 — Белинский
- 1953 — Над Неманом рассвет
- 1953 — Тени
- 1955 — Овод
- 1956 — Пять дней (короткометражный)
- 1957 — Дон Кихот
- 1958 — Кочубей (совместно с Н. Косаревым)
- 1958 — Шофёр поневоле
- 1960 — Осторожно, бабушка!
- 1961 — Как верёвочка ни вьётся…
- 1961 — Явление Венеры (короткометражный)
- 1963 — Каин XVIII
- 1966 — Катерина Измайлова

## Награды
- Орден «Знак Почёта» (23 мая 1940 года) — за трилогию фильмов о Максиме[3].